# Mesotaenium caldariorum
Mesotaenium caldariorum là một loài Song tinh tảo trong họ Mesotaeniaceae, thuộc chi Mesotaenium.